# Carmen Moreno

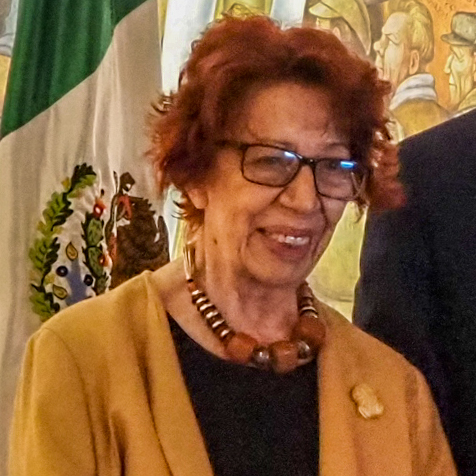
Carmen Moreno

Carmen Moreno Toscano del Cueto (geb. am 4. April 1938 in Mexiko-Stadt) ist eine mexikanische Diplomatin. Sie war von 2009 an langjährig Leiterin der Frauenkommission (CIM) der Organisation Amerikanischer Staaten (OAS).

## Herkunft
Carmen Moreno ist die Tochter des mexikanischen Juristen und Politikers Manuel Moreno Sánchez und der Dokumentarfilmerin, Dichterin und Künstlerin Carmen Toscano Escobedo. Ihr Großvater mütterlicherseits war der mexikanische Filmpionier Salvador Toscano Barragán.

## Karriere
Nach einem Studium der Internationalen Beziehungen am COLMEX in Mexiko-Stadt trat Carmen Moreno 1957 in den diplomatischen Dienst ihres Landes ein und wurde Mitglied der Ständigen Delegation Mexikos bei den in Genf ansässigen Internationalen Organisationen (bis 1959).
Ab 1960 war sie im Außenministerium in verschiedensten leitenden Funktionen tätig. Sie nahm als Mitglied der mexikanischen Delegation an der ersten UN-Weltfrauenkonferenz 1975 in Mexiko teil und war an der Etablierung der UN-Dekade der Frau unter dem Dach der ECOSOC beteiligt. Sie verhandelte als Koordinatorin der G77 erfolgreich eine Resolution der UN-Generalversammlung über Schulden und Entwicklung und war Vorsitzende der Arbeitsgruppe, die die Interamerikanische Konvention gegen die unerlaubte Herstellung und den Handel mit Feuerwaffen, Munition, Sprengstoffen und verwandten Materialien (CIFTA) erarbeitete. Von 1997 bis 2000 war sie beim UN-Sekretariat für Außenpolitik im Bereich Afrika und Mittlerer Osten zuständig.
1982 erhielt Moreno den Rang einer Botschafterin Mexikos. In dieser Funktion vertrat sie ihr Land von 1989 bis 1995 in Costa Rica. 1989 wurde sie ständige Repräsentantin Mexikos bei der OAS (bis 1995). Von 2001 bis zu ihrem Ausscheiden aus dem diplomatischen Dienst 2003 war sie Botschafterin in Guatemala.
2003 wurde Moreno von UN-Generalsekretär Kofi Annan zur Direktorin des Internationalen Forschungs- und Ausbildungsinstituts zur Förderung der Frau (INSTRAW) berufen. 2005 unterzeichnete sie zusammen mit dem Generaldirektor der UNESCO Koïchiro Matsuura eine Kooperationserklärung zur Förderung der Gleichstellung der Geschlechter und der Stärkung der Rolle der Frauen. Diese unterstützte nachdrücklich die Forderungen der Weltfrauenkonferenz in Peking 1995 und die Millenniums-Entwicklungsziele bezüglich Frauenrechten.
Im Juli 2009 wurde sie durch José Miguel Insulza zur Leiterin der „Inter-American Commission of Women“ (CIM) der Organisation Amerikanischer Staaten (OAS) ernannt. 2022 wurde die Position von der Panamaerin María Inés Castillo de Sanmartin übernommen.

## Ehrungen (Auswahl)
- 1994 Auszeichnung als „Eminent Ambassador“ durch den mexikanischen Staatspräsidenten Ernesto Zedillo als erste Frau[12]
- 2013 Aufnahme in die französische Ehrenlegion im Rang einer „Dame“ durch Staatspräsident François Hollande[13]
- 2015 Verleihung des Elvia-Carrillo-Puerto-Preises an Carmen Moreno Toscano durch den mexikanischen Senat[14]

## Quellnachweise
1. ↑  https://es-la.facebook.com/MxASEM/posts/364338660372025/ Facebook-Seite der Asociadión del Servicio Exterior Mexicano, A.C (ASEM), abgerufen am 14. Juli 2019
2. ↑  Roderic Ai Camp: Mexican Political Biographies, 1935–2009: Fourth Edition. University of Texas Press, 2011, ISBN 978-0-292-72634-5, S. 660 (google.com).
3. ↑  https://es-la.facebook.com/MxASEM/posts/364338660372025/ Facebook-Seite der Asociadión del Servicio Exterior Mexicano, A.C (ASEM), abgerufen am 14. Juli 2019
4. ↑  https://www.linkedin.com/in/carmenmorenotoscano abgerufen am 15. Juli 2019
5. ↑  Archivierte Kopie (Memento des Originals vom 15. Juli 2019 im Internet Archive)  Info: Der Archivlink wurde automatisch eingesetzt und noch nicht geprüft. Bitte prüfe Original- und Archivlink gemäß Anleitung und entferne dann diesen Hinweis. abgerufen am 15. Juli 2019
6. ↑  https://www.linkedin.com/in/carmenmorenotoscano abgerufen am 15. Juli 2019
7. ↑  Archivierte Kopie (Memento des Originals vom 15. Juli 2019 im Internet Archive)  Info: Der Archivlink wurde automatisch eingesetzt und noch nicht geprüft. Bitte prüfe Original- und Archivlink gemäß Anleitung und entferne dann diesen Hinweis. abgerufen am 15. Juli 2019
8. ↑  https://www.un.org/press/en/2005/sag402.doc.htm abgerufen am 15. Juli 2019
9. ↑  Archivierte Kopie (Memento des Originals vom 15. Juli 2019 im Internet Archive)  Info: Der Archivlink wurde automatisch eingesetzt und noch nicht geprüft. Bitte prüfe Original- und Archivlink gemäß Anleitung und entferne dann diesen Hinweis. abgerufen am 15. Juli 2019
10. ↑  https://www.oas.org/en/cim/directory.asp abgerufen am 14. Juli 2019
11. ↑  https://www.oas.org/en/cim/president.asp abgerufen am 22. November 2022
12. ↑  Archivierte Kopie (Memento des Originals vom 15. Juli 2019 im Internet Archive)  Info: Der Archivlink wurde automatisch eingesetzt und noch nicht geprüft. Bitte prüfe Original- und Archivlink gemäß Anleitung und entferne dann diesen Hinweis. abgerufen am 15. Juli 2019
13. ↑  Archivierte Kopie (Memento des Originals vom 15. Juli 2019 im Internet Archive)  Info: Der Archivlink wurde automatisch eingesetzt und noch nicht geprüft. Bitte prüfe Original- und Archivlink gemäß Anleitung und entferne dann diesen Hinweis. abgerufen am 15. Juli 2019
14. ↑  https://www.cimacnoticias.com.mx/node/69047 abgerufen am 15. Juli 2019

| Personendaten    | Personendaten                                         |
| ---------------- | ----------------------------------------------------- |
| NAME             | Moreno, Carmen                                        |
| ALTERNATIVNAMEN  | Moreno Toscano del Cueto, Carmen (vollständiger Name) |
| KURZBESCHREIBUNG | mexikanische Diplomatin                               |
| GEBURTSDATUM     | 4. April 1938                                         |
| GEBURTSORT       | Mexiko-Stadt                                          |